# 에스제이더블유인터내셔널
에스제이더블유인터내셔널 (SJW INTERNATIONAL)은 2006년도에 설립된 대한민국의 온라인 교육 기업으로 시원스쿨의 법인 회사이다.